# Gietbouw

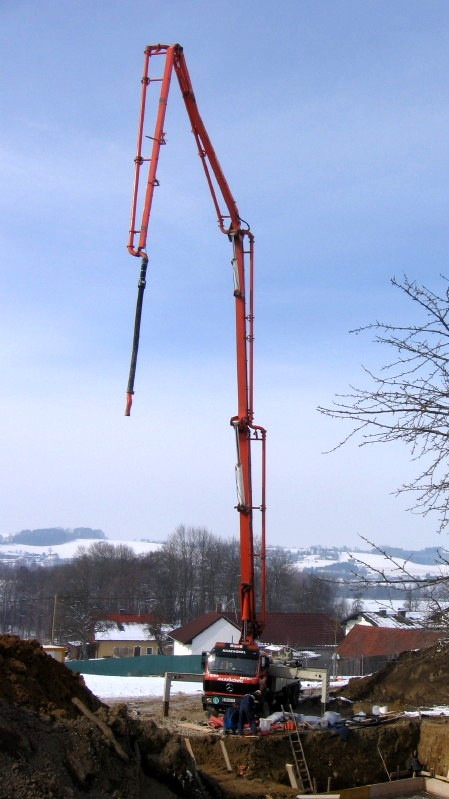
Mobiele betonpomp, gebruikt bij gietbouw

Gietbouw is de naam voor bouwen met beton dat op de bouwplaats zelf wordt gestort, ofwel de natte methode. Gietbouw werd in het verleden vooral gebruikt voor seriematige woningbouw met beton, maar tegenwoordig ook voor betonbouw in de utiliteitsbouw, de grond-, weg- en waterbouw en agrarische sector. Er wordt een betonpomp bij gebruikt.
Bij gietbouw wordt het beton op de bouwplaats met behulp van een betonkubel of betonpomp in de bekisting gegoten. Zo kan men nagenoeg iedere gewenste vorm creëren. In de woningbouw worden de bouwsystemen wanden-breedplaat en tunnelgietbouw onderscheiden.
Deze manier van werken heeft een aantal specifieke kenmerken: Men heeft zeer veel vormvrijheid en de constructies vormen een geheel, zijn monolithisch, en hebben een hoge kwaliteit die constant blijft. De productiesnelheid is ook hoog, mede door het feit dat er weinig opslagruimte nodig is. Om het beton naar de bouwplaats te krijgen is alleen een betonmolen, bijvoorbeeld truckmixer, nodig, waardoor de transportkosten laag zijn. Het proces vraagt een goede voorbereiding, maar is dan goed te beheersen, waardoor ook het risico laag is.